# Northrop YB-49
Northrop YB-49 – amerykański doświadczalny bombowiec, a w wersji YRB-49A samolot rozpoznawczy, zaprojektowany przez Johna Northropa (Northrop) w układzie latającego skrzydła. Samolot był modyfikacją maszyny Northrop YB-35 – napęd silnikami tłokowymi zastąpiono napędem odrzutowym. Budowa samolotu nie wyszła poza stadium prototypu.

## Historia

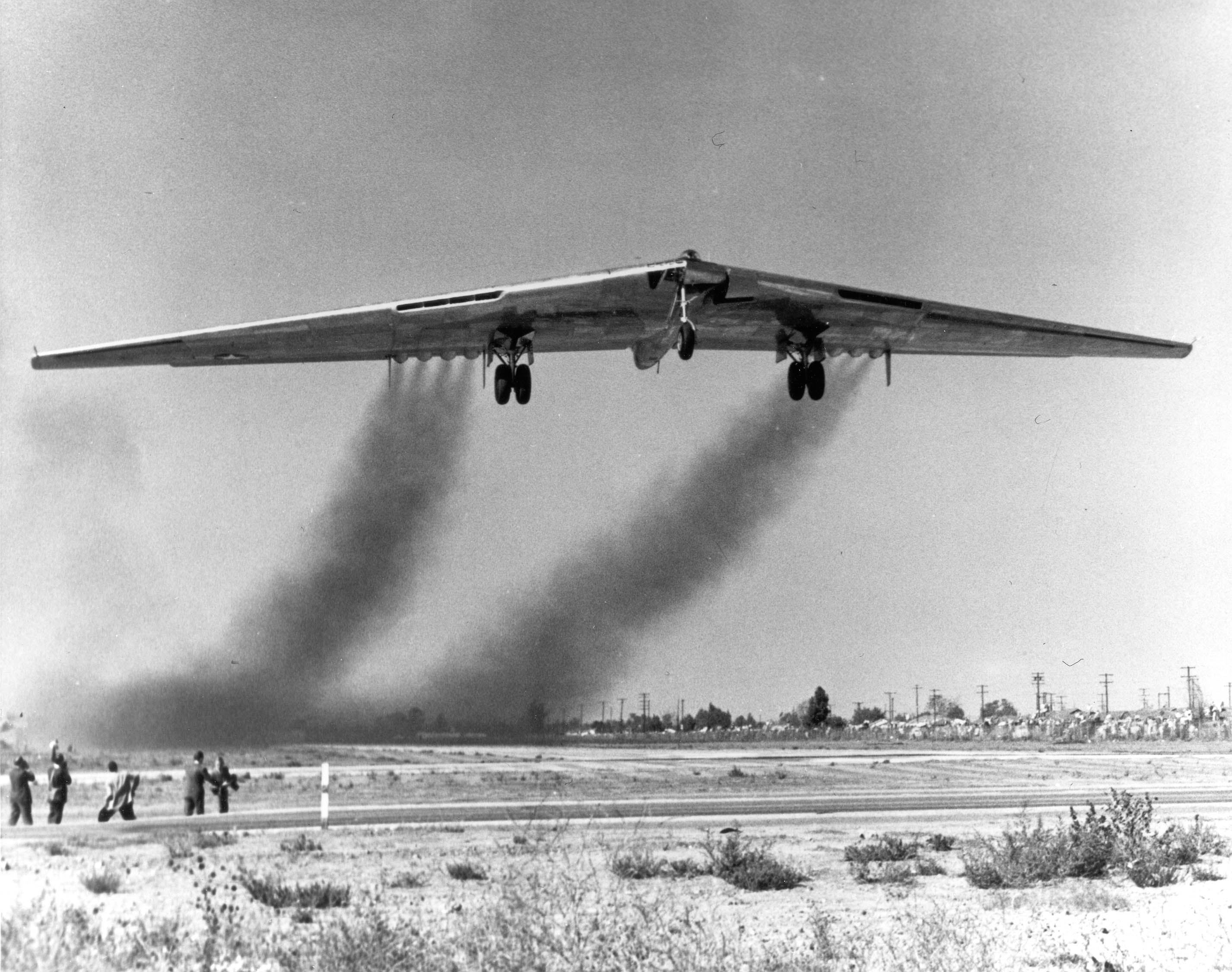
Start YB-49

John Knudsen Northrop był wielkim entuzjastą budowy samolotów w układzie latającego skrzydła. Już od 1929 roku zajmował się teoretycznymi aspektami budowy samolotów w takim układzie konstrukcyjnym. Latające skrzydło miało wiele potencjalnie korzystnych cech: minimalny opór, łatwiejszą w budowie konstrukcję, stanowiło trudniejszy do zestrzelenia cel dla potencjalnych, wrogich samolotów myśliwskich i posiadało bardzo duży współczynnik siły nośnej.
W 1940 roku Northrop zbudował według tej koncepcji pierwszy latający samolot, był to Northrop N-1M. W dalszej kolejności powstały Northrop XP-56 Black Bullet, Northrop XP-79 Flying Ram oraz Northrop YB-35 i będący jego modyfikacją YB-49. W maju 1941 roku United States Army Air Forces podpisało z Northropem kontrakt na budowę wysokościowego, ciężkiego bombowca strategicznego w układzie latającego skrzydła, którego ostatecznym rezultatem był Northrop YB-35, późniejszy potencjalny bombowiec Northrop B-35. Zmierzch ery samolotów tłokowych, zwiększenie zainteresowania napędem odrzutowym, kłopoty techniczne, jakie sprawiał YB-35 oraz pojawienie się innej, zdecydowanie bardziej klasycznej konstrukcji Convair B-36 Peacemaker, który miał tę przewagę nad konstrukcją Northropa, że mógł przenosić bombę atomową, zaowocowały ostatecznym zakończeniem prac nad YB-35 w połowie 1948 roku.
Jeszcze przed anulowaniem programu B-35, próbą reanimacją projektu było przeprojektowanie płatowca YB-35 w celu zamontowania na nim silników turboodrzutowych. W ten sposób narodził się YB-49. Pierwsze z nich były specjalnie do tego celu zmodyfikowanymi dwoma egzemplarzami YB-35, na których po usunięciu silników tłokowych zamontowano osiem silników turboodrzutowych Allison J35-A-5. Pierwsza tak przerobiona maszyna wzniosła się w powietrze 21 października 1947 roku, z kolei 5 czerwca 1948 roku, drugi prototypowy egzemplarz uległ rozbiciu, grzebiąc w swoich szczątkach pięcioosobową załogę, którą stanowili m.in. piloci Glen Edwards i Daniel Forbes. Ich nazwiskami nazwano dwie bazy sił powietrznych, Edwards Air Force Base i Forbes Air Force Base. Z uwagi na swój mniejszy zasięg niż konkurencyjny B-36, maszyna nie znalazła uznania w oczach sił powietrznych.
Kolejną wersją był rozpoznawczy YRB-49A, napędzany sześcioma silnikami Allison J35-A-19/21, który po raz pierwszy wzniósł się w powietrze 4 maja 1950 roku. Tym razem United States Air Force zaakceptowały samolot i skierowały go do produkcji seryjnej. Stało się to jeszcze przed pierwszym lotem samolotu, we wrześniu 1948 roku. Dwa miesiące później zamówienie zostało jednak anulowane przez sekretarza sił powietrznych.
W wywiadzie udzielonym w 1979 roku, John Northrop twierdził, że powodem takiej decyzji był brak jego zgody na połączenie się z firmą Convair, którą forsował ówczesny sekretarz sił powietrznych Stuart Symington. Inną przyczyną mogło być pojawienie się samolotu Boeing B-47 Stratojet, który swoimi osiągami przewyższał konstrukcję Northropa. 14 marca 1950 roku YB-49 wykonał swój ostatni lot, a dzień później cały program został całkowicie anulowany. Próby wersji rozpoznawczej trwały rok dłużej i zakończyły się 26 kwietnia 1951 roku.
Idea Johna Northropa jednak nie umarła, prawie 40 lat po ostatnim locie YB-49, 17 lipca 1989 roku w powietrze wzniósł się Northrop B-2 Spirit.

## Konstrukcja

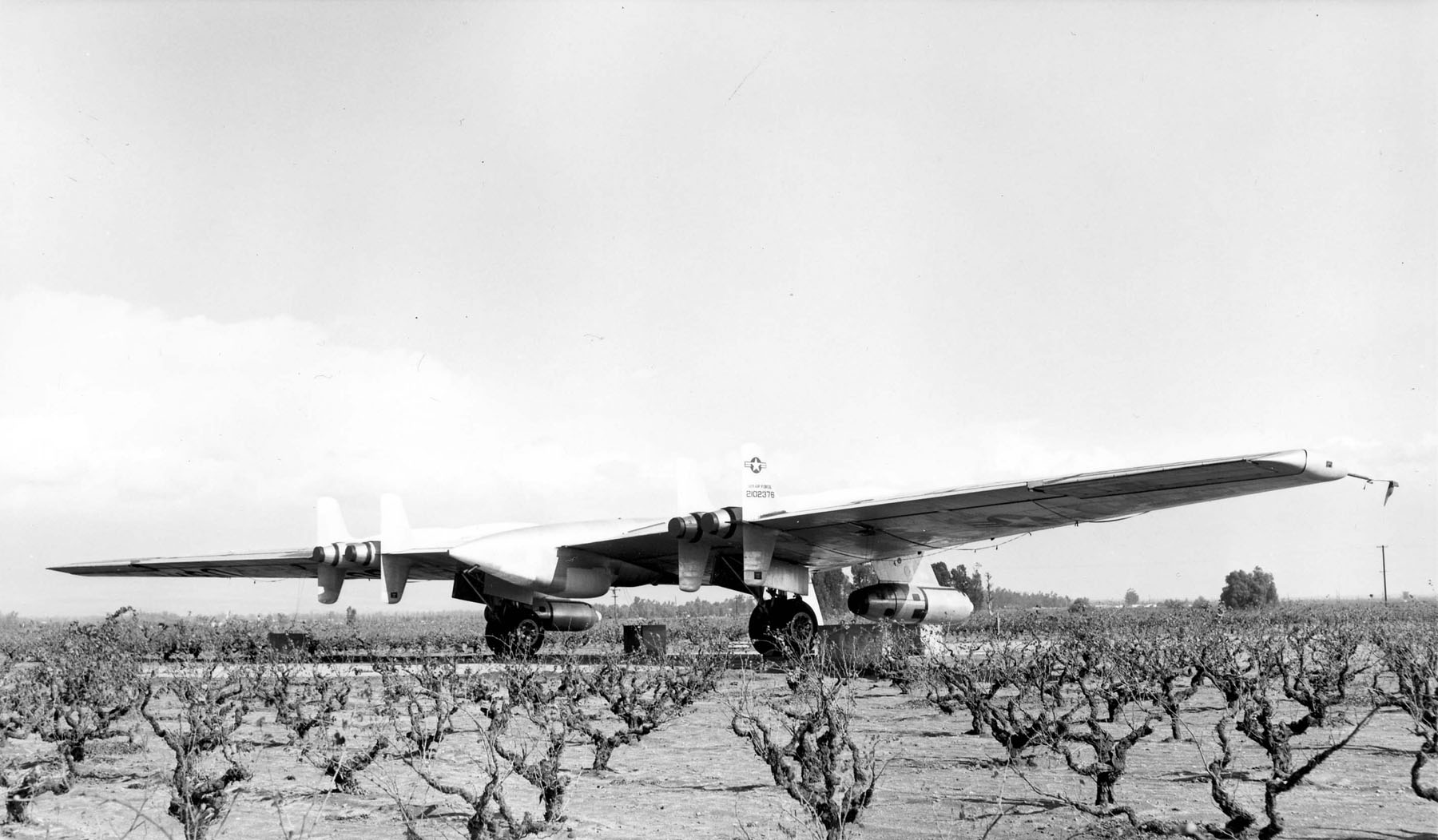
YRB-49A

Northrop YB-49 był całkowicie metalowym samolotem zbudowanym w układzie latającego skrzydła. Napędzany był ośmioma, lub w wersji rozpoznawczej – sześcioma silnikami turboodrzutowymi. W pierwszej wersji silniki były zgrupowane po cztery po obu stronach szczątkowego kadłuba, w niewielkim stopniu wystającego poza obrys płata. Po obu stronach zgrupowanych silników zamontowano niewielkie stateczniki pionowe, znajdujące się po obu stronach skrzydła, ich zadaniem było ustatecznianie samolotu; w wersji XB-35 ich funkcję pełniły obracające się śmigła wraz z gondolami silników. W wersji YRB-49A silniki były zgrupowane po dwa po obu stronach kabiny załogi, a dwa silniki zostały zawieszone pojedynczo na pylonach pod skrzydłem. Wloty powietrza do silników zostały wkomponowane w krawędź natarcia płata. Skrzydło o skosie wynoszącym 25° zaopatrzone było w sterolotki. Podwozie trójzespołowe całkowicie chowane do wnęk w płacie.